# Zámutov
Zámutov és un poble i municipi d'Eslovàquia. Es troba a la regió de Prešov, al nord del país.

## Història
La primera referència escrita de la vila data del 1402.

## Demografia
| Godina             | 1994 | 2004    | 2014    | 2024   |
| ------------------ | ---- | ------- | ------- | ------ |
| Nombre de persones | 2451 | 2784    | 3116    | 3405   |
| Diferència         |      | +13,58% | +11,92% | +9,27% |

| Godina             | 2023 | 2024   |
| ------------------ | ---- | ------ |
| Nombre de persones | 3381 | 3405   |
| Diferència         |      | +0,70% |